# Eugène Michel Antoniadi
Eugène Michel Antoniadi (græsk Ευγένιος Μιχαήλ Αντωνιάδης – Evjénios Mikhaíl Andoniádis) (1. marts 1870 i Konstantinopel – 10. februar 1944), eller Eugenios Michael Antoniadis, var en græsk astronom som i store dele af sit liv opholdt sig i Frankrig. Han foretog flere observationer af planerterne Mars, Venus og Merkur. Han er kendt for at have opfundet den såkaldte Antoniadi-skala.

## Yderligere læsning
- Abetti, Giorgio (1970). "Antoniadi, Eugène M.". Dictionary of Scientific Biography. Vol. 1. New York: Charles Scribner's Sons. s. 172. ISBN 0684101149.
- McKim, Richard J. (1993). "The Life and Times of E.M. Antoniadi, 1870-1944. Part I: An Astronomer in the Making". Journal of the British Astronomical Association. 103: 164-170. Arkiveret fra originalen 13. marts 2017. Hentet 21. august 2010.
- McKim, Richard J. (1993). "The Life and Times of E.M. Antoniadi, 1870-1944. Part II: The Meudon Years". Journal of the British Astronomical Association. 103: 219-227. Arkiveret fra originalen 13. marts 2017. Hentet 21. august 2010.